# Erdem Koçal
Erdem Koçal (* 6. September 1990 in Istanbul) ist ein türkischer Fußballspieler.

## Karriere
Koçal kam im Istanbuler Stadtteil Kartal auf die Welt und begann seine Vereinskarriere bei Cevizli Kültür SK. Anschließend spielte er für die Jugendmannschaften von Küçükyalı Yelken SK und Pendikspor. Zum Sommer 2007 wechselte er als Profispieler zum Erstligisten Boluspor und kam in seiner ersten Saison zu sechs Ligaeinsätzen. Nachdem er seine Einsätze in der zweiten Saison noch auf 14 Spiele steigern konnte, wurde er in der Saison 2009/10 nicht berücksichtigt. So verbrachte er die Rückrunde der Saison beim Drittligisten Beykozspor und wechselte zum Sommer 2010 zum Viertligisten Tekirova Belediyespor.
Nach einem Jahr bei Tekirova Belediyespor heuerte er beim Drittligisten Pendikspor an. Zur Saison 2012/13 wurde sein Wechsel zum Zweitligisten Denizlispor bekanntgegeben. Hier spielte Koçal lediglich ein Spiel im türkischen Pokal und nach drei Monaten wurde der Vertrag im gegenseitigen Einverständnis aufgelöst.
Zur Winterpause 2012/2013 wechselte er wieder zurück in die TFF 2. Lig zu Pendikspor.